# Папа Гргур XI
Папа Гргур XI (лат. Gregorius XI, 1331, замак Момон — 27. март 1378, Сарцано), рођен као Пјер Роже де Бофор (фр. Pierre Roger de Beaufort), био је осми и последњи авињонски папа (30. децембра 1370 — 27. марта 1378), као и син Вилијама II Руђера, брата папе Климента VI. 1377. је вратио седиште католичке цркве из Авињона у Рим упркос отпору Француза.

## Младост
Постао је кардинал врло млад, још 1348. године. На том положају је био на универзитету у Перуђи, где је постао вешт канониста и теолог. Стекао је поштовање свих због своје понизности и чистости, па је 30. децембра 1370. године, после смрти папе Урбана V, једногласно изабран за папу. Пјер Руђер је узео име Гргур XI. Рукоположен је за свештеника 4. јануара 1371. године, а наредног дана је крунисан.

## Понтификат

### Почетак понтификата
На самом почетку понтификата је покушао да помири краљеве Француске и Енглеске између којих се водио Стогодишњи рат, али доживео је неуспех. Године 1374. Гргур је у томе успео и сазвао је енглеско-француски конгрес у Брижу, који је требало да одреди границе између ових двеју земаља и мир је наступио 1377. године, али рат се већ идуће године наставио. Посредовао је и за мирове између Круне Арагона, Круне Кастиље, Краљевине Наваре, Краљевине Сицилије и Напуља. Планирао је да уједини Православну и Римокатоличку цркву, па да ту уједињену цркву реформише и сазове нови крсташки поход, али су га спречили проблеми у Италији, где се претерано осилио владар Милана и окорели непријатељ папства, Бернабо Висконти, који је 1371. године освојио Ређо Емилију и још нека места која су била папски вазали. Господари италијанских градова су покушали да га покоре, али их је он поразио. После тога папа га је екскомуницирао. Бернабо је појео булу о екскомуникацији и после тога вређао папу и легата, који му је донео булу. Папа је после тога 1372. године објавио рат Бернабу.

### Рат са Бернабом Висконтијем
Бернабо је на почетку имао успеха, али када је папи пружио подршку цар Светог римског царства, Карло IV Луксембуршки, краљица Напуља, Јована I Напуљска, угарски краљ Лајош I Анжујски и енглески кондотјер Џон Хавквуд, Бернабо је тражио преговоре са папом. Подмитио је неке кардинале па је 6. јуна 1374. године склопљен по њега повољан мир.

### Рат осам светаца
Гргур је постављао Французе на високи положај у Папској држави због чега је изазвао мржњу северноиталијанских државица, па су се Фирентинци плашили да ће изгубити свој престиж и склопили су савез са Бернабом, Болоњом, Перуђом, Републиком Ђеновом и Републиком Пизом у јулу 1375. године о непризнавању папе, а циљ тог савеза био је да се изазове побуна на територији папске државе. Тај сукоб је назван ратом осам светаца, и добио је име по осам фирентинских већника, који су управљали сукобом. У том рату су савезници били толико успешни да је цела Папска држава устала против папиних легата. Побуна је на крају ипак била угушена и папа је побуњенике сурово казнио. Фиренца бива екскомуницирана и Република Фиренца је од стране папе проглашена за непостојећу. Због те побуне Фиренца је изгубила много новца, али је за мир између папе и Фирентанаца 1376. године посредовала је Катарина Сјенска, која је и заговарала повратак папства у Рим и првобитно није успела да наговори папу и убрзо је дошло до наставка рата, али јој је папа на крају попустио и упркос протестима француског краља Шарла V Валое и већине кардинала, папа је склопио мир са Фиренцом и одлучио је да се врати у Рим.

### Прелазак у Рим
После одлуке да се врати у Рим, Гргур је 13. септембра 1376. године напустио Авињон и кренуо ка Марсеју из кога је 2. октобра испловио бродом до Корнетоа, у који је стигао 6. децембра, где је направио аранжмане за будућу владу и 13. јануара је напустио град и сутрадан стигао у луку Остију. После тога је отишао у манастир Светог Павла, где је остао неколико дана и 17. јануара је свечано ушао у Рим, али се мржња према папи још више увећала.

### Чезенска крвава купка
Убрзо после папиног доласка у Рим избила је побуна, али њу је сурово угушио Роберт, кардинал Женеве, побивши око 3 000 хиљаде цивила тај злочин назван је Чезенска крвава купка, а Роберт је назван Чезенским месаром. То је још више подстакло становнике папске државе да се буне. Папа је лично крајем маја угушио побуну у Ангују, као и још неке побуне и вратио се у Рим 7. новембра.

### Покрет Џона Виклифа
Енглески теолог Џон Виклиф је критиковао опроштај грехова и тврдио је да краљ има већу власт него папа. Гргур је због тога 22. маја 1377. године издао против њега пет була. Поред тога Џон је сматрао да папство треба да буде сиромашно. Када је 21. јуна 1377. године умро енглески краљ Едвард III Плантагенет, нови краљ Ричард II Плантагенет је имао само десет година, па је de facto краљ постао Ричардов стриц Џон од Гента, који је подржавао Виклифа. Због те Џонове подршке Виклифу, Енглези од октобра исте године нису признавали Гргура, који је тек у децембру издао своје буле. По папином налогу вицеканцелар у Оксфорду је затворио Виклифа, кога су ослободили разјарени следбеници.

### Смрт и последице
Гргур је 27. март 1378. године умро на европском конгресу у Сарцану. Он је био последњи папа, који је био Француз. Био је побожан, али се бавио и непотизмом. По налогу шпанских пустуњака 1374. године Јеронима Стридонског прогласио за свеца. Гргур је био згрожен условима у Риму да га је само смрт спречила да се врати у Авињон.
После Гргурове смрти становници Рима су се бојали да Францусз не буде изабран за папу, јер су заслугом Гргура, већина кардинала били Французи, па су под притиском разјарене руље за папу изабрали Италијана Бартоломеа Пригнана. Овај римски папа се замера са кардиналима па они у Фонду бирају за авињонског антипапу, 20. септембра исте године, истог оног кардинала названог Чезенски месар. Тај период двојства папа назива се Западна шизма и она се завршила тек 1417. године избором папе Мартина V.